# Jesus Freak (album)
Jesus Freak es el cuarto álbum de estudio de la banda DC Talk y fue lanzado el 21 de noviembre de 1995 en ForeFront Records. El estilo fue una marcada desviación de los lanzamientos anteriores del grupo, incorporando un sonido de rock más pesado y elementos de grunge que eran populares en ese momento.
El álbum fue lanzado con buena crítica comercial. Alcanzó el número 16 en el Billboard 200 y seis de los siete singles del álbum alcanzaron el número uno en varios formatos de radio cristiana. Ganó el Premio Grammy 1997 al Mejor Álbum Rock Gospel.
Jesus Freak es ampliamente considerado como uno de los álbumes más grandes e influyentes en la historia de la música cristiana.

## Antecedentes
Después de tres álbumes de sonido orientado al hip-hop, incluido el tercer álbum galardonado con el Grammy de DC Talk, Free at Last, que se basó principalmente en la composición de canciones orientadas al hip-hop y al pop, el trío decidió innovar y reinventar su estilo. 
Después de tres años, DC Talk regresó con canciones con un sonido de rock más alternativo. Por lo tanto, el sencillo principal del álbum, "Jesus Freak", fue considerado inesperado por los fanáticos y críticos por igual.
Michael Tait dijo: "Estaba totalmente metido en el rock and roll en ese momento [. . . ] Tenía muchas ganas de hacer un disco de rock" La banda decidió centrarse en la música más orientada al rock, con toques de rap y pop entretejidos en la mezcla. Tait luego explicó: "Queríamos escribir canciones que con suerte tocarían a una generación".

## Grabación y producción.
Comparado con los otros álbumes de DC Talk, Jesus Freak fue, estilísticamente, un experimento. El álbum fue una fusión de varios géneros musicales, incluyendo pop, rock,  y grunge, todos combinados con hip hop. 
La canción principal, "Jesus Freak", también es de importancia histórica. Se cree que es el primer vínculo entre grunge y rapcore en CCM. La canción incluso se jugó en algunas estaciones seculares.
Además, el álbum contiene dos canciones covers: "Day by Day" del musical Godspell, y una versión de "In the Light" originalmente de Charlie Peacock. También se escuchan dos grabaciones habladas; "Mind's Eye" presenta un extracto de una predica de Billy Graham y "What If I Stumble" contiene una cita de Brennan Manning.  

## Temas líricos
Al igual que con los géneros, los temas de Jesus Freak son variados, desde lo espiritual, como aceptar a Jesús, la hipocresía, ateísmo, hasta lo social, como buscar el perdón de un amigo, racismo, intolerancia, y aceptación.  

## Listado de pistas
| #              | Título                                 | Compositor(es)                                                       | Duración |
| -------------- | -------------------------------------- | -------------------------------------------------------------------- | -------- |
| 1.             | "So Help Me God"                       | Toby McKeehan, Michael Tait, Kevin Smith, Mark Heimermann, Dann Huff | 4:39     |
| 2.             | "Colored People"                       | McKeehan, George Cocchini                                            | 4:26     |
| 3.             | "Jesus Freak"                          | McKeehan, Heimermann                                                 | 4:50     |
| 4.             | "What If I Stumble?"                   | McKeehan, Daniel Joseph                                              | 5:06     |
| 5.             | "Day By Day"                           | Stephen Schwartz, McKeehan, Smith                                    | 4:30     |
| 6.             | "Mrs. Morgan"                          |                                                                      | 0:57     |
| 7.             | "Between You and Me"                   | McKeehan, Heimermann                                                 | 4:59     |
| 8.             | "Like It, Love It, Need It"            | McKeehan, Smith, Heimermann, David Soldi, Jason Barrett              | 5:23     |
| 9.             | "Jesus Freak (Reprise)"                |                                                                      | 1:17     |
| 10.            | "In the Light" (Charlie Peacock cover) | Charlie Peacock                                                      | 5:06     |
| 11.            | "What Have We Become?"                 | McKeehan, Smith, Heimermann                                          | 6:09     |
| 12.            | "Mind's Eye"                           | McKeehan, Tait, Heimermann                                           | 5:17     |
| 13.            | "Alas, My Love" (Hidden Track)         | Smith                                                                | 5:18     |
| Duración total | Duración total                         | Duración total                                                       | 57:53    |

| #   | Título                                                                                 | Compositor(es)                                    | Duración |
| --- | -------------------------------------------------------------------------------------- | ------------------------------------------------- | -------- |
| 14. | "So Help Me God" (Savadocious Junk Yard Mix 1974)                                      | McKeehan, Tait, Smith, Heimermann, Duff           | 4:13     |
| 15. | "Jesus Freak" (Savage Perspective Mix)                                                 | McKeehan, Heimermann                              | 4:42     |
| 16. | "What If I Stumble" (DoubleDutch Remix)                                                | McKeehan, Joseph                                  | 4:19     |
| 17. | "Between You and Me" (fab Remix)                                                       | McKeehan, Heimermann                              | 4:58     |
| 18. | "Like It, Love It, Need It" (dDubb Remix)                                              | McKeehan, Smith, Heimermann, Soldi, Barrett       | 4:18     |
| 19. | "What Have We Become?" (dDubb Remix)                                                   | McKeehan, Smith, Heimermann                       | 4:14     |
| 20. | "Mind's Eye" (1995 A Swing and a Miss Mix ft. Mark Heimermann/Unreleased Demo Version) | McKeehan, Tait, Heimermann                        | 5:06     |
| 21. | "Jesus Freak" (1995 Gotee Bros. Freaked Out Remix)                                     | McKeehan, Heimermann                              | 4:40     |
| 22. | "Help!" (Live)                                                                         | Lennon-McCartney                                  | 0:59     |
| 23. | "Colored People" (Live)                                                                | McKeehan, Cocchoni                                | 4:45     |
| 24. | "It’s The End of the World (As We Know It)" (Live)                                     | Bill Berry, Peter Buck, Mike Mills, Michael Stipe | 2:12     |
| 25. | "I Wish We'd All Been Ready" (Live)                                                    | Larry Norman                                      | 3:37     |
| 26. | "40" (Live)                                                                            | U2                                                | 2:37     |
| 27. | "In the Light" (Instrumental)                                                          | Peacock                                           | 5:21     |

## Lanzamiento
Jesus Freak fue lanzado el 21 de noviembre de 1995. Debutó en el número 16 en el Billboard 200, vendiendo más de 85,800 copias en su primera semana de lanzamiento. Este número fue el debut más alto para un álbum cristiano en ese momento.
Después de que el álbum, lanzado a través de ForeFront Records, demostró ser extremadamente exitoso, la banda firmó un acuerdo de distribución exclusivo con Virgin Records. El sello convirtió en una prioridad promocionar el álbum a los principales fanáticos de la música. Debido a este aumento promocional, «Between You and Me» se convirtió en un éxito para la banda, logrando llegar al Billboard Hot 100. 

## Recepción
Después del éxito inicial de su lanzamiento, Jesus Freak recibió la certificación RIAA como disco de oro en su primer mes, para envíos que superaron las 500,000 unidades. El álbum ha vendido más de dos millones de copias en los Estados Unidos, logrando la certificación de doble platino de la RIAA. La respuesta crítica a Jesus Freak fue en general positiva, y muchos de los sencillos del álbum tuvieron una recepción positiva. Por ejemplo, "Jesus Freak" fue la primera canción que no pertenecía a AC en ganar el Premio Dove a la Canción del Año. El álbum también generó varios singles exitosos. Seis de los sencillos del álbum se convirtieron en éxitos número uno en varios formatos de radio cristiana. "Between You and Me" fue incluso un éxito cruzado en la radio secular, llegando al número 29 en el Billboard Hot 100.

## Legado
El álbum es considerado uno de los mejores y más influyentes álbumes cristianos de todos los tiempos y es visto como un hito de la escena del rock alternativo de los noventa.
Es uno de los álbumes cristianos más vendidos de todos los tiempos y ha sido certificado doble platino en los Estados Unidos y oro en Canadá. 
El 20 de junio de 2006, Gotee Records lanzó un tributo de diez años, ¡Freaked!, con artistas de los sellos discográficos Gotee y Mono vs Stereo que cubren canciones del álbum original. "In the Light" y "Jesus Freak" aparecen en Alive y Transported. Además, las canciones todavía se cantan regularmente en los conciertos de tobyMac, Kevin Max y Newsboys. 
En 2006, EMI lanzó una versión conmemorativa del décimo aniversario del álbum, Jesus Freak: Edición especial del décimo aniversario. Esta edición especial contenía un disco adicional de nuevas remezclas, rarezas, pistas en vivo y demos. Un remaster de un solo disco fue lanzado en 2013. 
Para el vigésimo aniversario del álbum en noviembre de 2015, el sello discográfico lanzó un vinilo doble LP de 180 gramos del álbum. Fue su primera presión sobre el formato.

## Videos musicales
- Colored People
- Jesus Freak
- Day by Day
- Between You and Me